# Tholera
Tholera is een geslacht nachtvlinders uit de familie van de Noctuidae.
De wetenschappelijke naam komt van het Oudgrieks θολερός, tholeros (modderig) en verwijst naar de kleur van de voorvleugels.

## Soorten
- Tholera americana (Smith, 1894)
- Tholera cespitis - Donkere grasuil (Denis & Schiffermüller, 1775)
- Tholera decimalis - Gelijnde grasuil (Poda, 1761)
- Tholera gracilis Kostrowicki, 1963
- Tholera hilaris (Staudinger, 1901)